# El Pino
El Pino ist eines von 18 Parroquias in der Gemeinde Aller der autonomen Region Asturien in Spanien.

## Geographie
El Pino hat 849 Einwohner (2011) und eine Grundfläche von 87,89 km². Es liegt auf 660 m. Die höchste Erhebung des Kirchspiels ist der Berg Cualnigru mit 1.232 m.

## Sehenswürdigkeiten
- Iglesia (Kirche) de San Félix (aus dem 17. Jahrhundert), 1973 zum spanischen Kulturerbe ernannt

## Ortsteile
- Cuevas – 3 Einwohner 2011
- Felechosa – 580 Einwohner 2011
- Pola del Pino – 106 Einwohner 2011
- Puerto San Isidro – 23 Einwohner 2006
- Los Collaínos – das Dorf ist nicht mehr bewohnt
- Rioseco – das Dorf ist nicht mehr bewohnt